# Стара Градишка
Стара Градишка (на хърватски: Stara Gradiška) е село и община в Бродско-посавска жупания, Хърватия. Общината включва седем населени места.
Според преброяването от 2011 г. има 1363 жители, от които 83,2% хървати и 14,45% сърби.

## История
До 1918 г. Стара Градишка е част от Хабсбургската монархия (Хърватско-Славонско кралство след съглашението от 1867 г.).
Градът е известен със затвора и концентрационния си лагер.